# Triglochin alcockiae
Triglochin alcockiae är en sältingväxtart som beskrevs av Aston. Triglochin alcockiae ingår i släktet sältingar, och familjen sältingväxter. Inga underarter finns listade.